# Liste der Baudenkmäler in Mainstockheim
Auf dieser Seite sind die Baudenkmäler in der unterfränkischen Gemeinde Mainstockheim zusammengestellt. Diese Tabelle ist eine Teilliste der Liste der Baudenkmäler in Bayern. Grundlage ist die Bayerische Denkmalliste, die auf Basis des Bayerischen Denkmalschutzgesetzes vom 1. Oktober 1973 erstmals erstellt wurde und seither durch das Bayerische Landesamt für Denkmalpflege geführt wird. Die folgenden Angaben ersetzen nicht die rechtsverbindliche Auskunft der Denkmalschutzbehörde.
 Diese Liste gibt den Fortschreibungsstand vom 16. Februar 2024 wieder und enthält 26 Baudenkmäler.

## Baudenkmäler
| Lage                                                    | Objekt                                              | Beschreibung | Akten-Nr.     | Bild           |
| ------------------------------------------------------- | --------------------------------------------------- | --- | ------------- | -------------- |
| Am Kirchberg 2 (Standort)                               | Wohnhaus                                            | Zweigeschossiger traufständiger Halbwalmdachbau, erste Hälfte 19. Jahrhundert | D-6-75-146-8  | weitere Bilder |
| Am Kirchberg 8 (Standort)                               | Küsterhaus                                          | Zweigeschossiger Satteldachbau mit Treppengiebel und rundbogigem Durchgang zur Kirche, 16. Jahrhundert | D-6-75-146-3  | weitere Bilder |
| Am Kirchberg 10 (Standort)                              | Evangelisch-lutherische Pfarrkirche St. Jakob       | Turm 15. Jahrhundert, Langhaus 1717/19; mit Ausstattung | D-6-75-146-2  | weitere Bilder |
| Am Kirchberg 10 (Standort)                              | Kirchhofmauer                                       | Mit rundbogigem Tor | D-6-75-146-2  | weitere Bilder |
| Am Kirchberg 10 (Standort)                              | Epitaphien                                          | | D-6-75-146-2  | weitere Bilder |
| An der Synagoge 3 (Standort)                            | Wohnhaus                                            | Zweigeschossiger Frackdachbau mit verputztem Fachwerkobergeschoss, bezeichnet „1559“ | D-6-75-146-26 | weitere Bilder |
| An der Synagoge 3 (Standort)                            | Fachwerkscheune                                     | | D-6-75-146-26 | weitere Bilder |
| An der Synagoge 3 (Standort)                            | Nebengebäude                                        | | D-6-75-146-26 | weitere Bilder |
| An der Synagoge 9 (Standort)                            | Ehemalige Synagoge, heute katholischer Gemeindesaal | Zweigeschossiger Walmdachbau im Rundbogenstil, 1836 | D-6-75-146-20 | weitere Bilder |
| Elektrizitätsgasse 5 (Standort)                         | Wohnhaus                                            | Zweigeschossiger giebelständiger Satteldachbau mit leicht vorkragenden verputzten Fachwerkobergeschossen, 18. Jahrhundert                                                                                            | D-6-75-146-21 | BW             |
| Gumbertusgasse 9 (Standort)                             | Ehemalige Kapelle, jetzt Wohnhaus                   | Zweigeschossiger Satteldachbau mit Dachreiter, im Kern 15. Jahrhundert | D-6-75-146-24 | weitere Bilder |
| Hauptstraße 77 (Standort)                               | Wohnhaus                                            | Zweigeschossiger Halbwalmdachbau mit breitem Rundbogentor, Kalkbruchstein, Mitte 19. Jahrhundert | D-6-75-146-1  | weitere Bilder |
| Hauptstraße 79 (Standort)                               | Gasthaus                                            | Zweigeschossiger Walmdachbau mit barocken Gliederungen und rundbogiger Tordurchfahrt, bezeichnet am Wappenstein „1745“                                                                                               | D-6-75-146-6  | weitere Bilder |
| Hauptstraße 79 (Standort)                               | Ehemaliger Kellerbogen                              | Bezeichnet „1545“ | D-6-75-146-6  | BW             |
| Hauptstraße 80 (Standort)                               | Rathaus                                             | Zweigeschossiger Halbwalmdachbau mit korbbogiger Toreinfahrt, frühes 19. Jahrhundert | D-6-75-146-13 | weitere Bilder |
| Hauptstraße 83 (Standort)                               | Barocker Türsturz                                   | 18. Jahrhundert | D-6-75-146-14 | BW             |
| Hauptstraße 91 (Standort)                               | Fenstersturz                                        | Sandstein, bezeichnet „1550“ | D-6-75-146-16 | weitere Bilder |
| Hauptstraße 93 (Standort)                               | Wohnhaus                                            | Zweigeschossiger traufständiger Walmdachbau mit korbbogiger Toreinfahrt, bezeichnet „1816“ | D-6-75-146-17 | weitere Bilder |
| Hauptstraße 95 (Standort)                               | Wohn- und Geschäftshaus                             | Zweigeschossiger giebelständiger Satteldachbau mit Fachwerkobergeschoss, 17./18. Jahrhundert | D-6-75-146-18 | weitere Bilder |
| Hauptstraße 105 (Standort)                              | Bürger- und Handelshaus                             | Dreigeschossiger Walmdachbau mit Hofdurchfahrt, Erdgeschoss massiv und profilierten Fenstergewänden, Obergeschosse verputztes Fachwerk und hölzerne Fensterrahmen, spätes 18./frühes 19. Jhd.                        | D-6-75-146-29 | BW             |
| Hauptstraße 105 (Standort)                              | Nebengebäude                                        | Zweigeschossiger massiver Ökonomiebau, Erdgeschoss mit korbbogigem Tonnengewölbe, spätes 18. Jh., Dachtragwerk erneuert                                                                                              | D-6-75-146-29 | BW             |
| Hauptstraße 113 (Standort)                              | Gasthof Goldener Löwe                               | Zweigeschossiger Walmdachhaus mit korbbogiger Toreinfahrt, frühes 19. Jahrhundert | D-6-75-146-19 | weitere Bilder |
| Hauptstraße 144, am Nordostausgang des Ortes (Standort) | Torhaus                                             | Zweigeschossiger Pyramiddachbau mit rundbogiger Tordurchfahrt; 16./17. Jahrhundert | D-6-75-146-23 | weitere Bilder |
| Mühlweg 6 (Standort)                                    | Wohnhaus                                            | Zweigeschossiger giebelständiger Halbwalmdachbau mit Fachwerkobergeschoss, um 1800 | D-6-75-146-12 | weitere Bilder |
| Mühlweg 8 (Standort)                                    | Wohnhaus                                            | Dreigeschossiger Walmdachbau mit geohrten Fensterrahmungen und verputztem Fachwerkobergeschoss, 18. Jahrhundert | D-6-75-146-11 | weitere Bilder |
| Mühlweg 9 (Standort)                                    | Wohnhaus                                            | Zweigeschossiger Walmdachbau mit Fachwerkobergeschoss, geohrten Fenstern und bauzeitlichem Portal, Mitte 18. Jahrhundert                                                                                             | D-6-75-146-7  | weitere Bilder |
| Mühlweg 10 (Standort)                                   | Gutshof                                             | Breiter zweigeschossiger Mansarddachbau mit Toreinfahrt, aus Bruchsteinmauerwerk mit Hausteingliederungen, spätes 18. Jahrhundert                                                                                    | D-6-75-146-10 | weitere Bilder |
| Mühlweg 12 (Standort)                                   | Wohnhaus                                            | Zweigeschossiger giebelständiger Steilsatteldachbau, verputztes Fachwerk, bezeichnet „1511“ | D-6-75-146-9  | weitere Bilder |
| Obere Brunnengasse 1 (Standort)                         | Wappenstein                                         | Barock, mit grau-silber geviertem Hohenzollernwappen | D-6-75-146-22 | weitere Bilder |
| Pfarrgasse 4 (Standort)                                 | Wohnhaus                                            | Zweigeschossiger Satteldachbau mit verputztem Fachwerkobergeschoss, 16./17. Jahrhundert | D-6-75-146-4  | weitere Bilder |
| Pfarrgasse 4 (Standort)                                 | Nebengebäude                                        | Mit Mansardhalbwalmdach | D-6-75-146-4  | weitere Bilder |
| Pfarrgasse 4 (Standort)                                 | Hoftorpfosten                                       | Barock | D-6-75-146-4  | weitere Bilder |
| Schloßstraße 34 (Standort)                              | Ehemaliger Ebracher Hof, jetzt Altersheim           | Satteldachbau mit geschwungenen Giebeln und Ecktürmen, 1618–37, nördlicher Flügelbau 18. Jh. im Kern frühes 17. Jh., südlicher Flügelbau um 1870 mit rundbogigem Tor des 17. Jh. und ehem. Taubenschlag aus Fachwerk | D-6-75-146-25 | weitere Bilder |
| Schloßstraße 34; Nähe Schloßmauer (Standort)            | Gartenanlage                                        | von Mauer eingefriedet, 1727–34 mit Balustrade und zweiläufiger Freitreppe, im Garten Pavillon, 19. Jh., und Mikwe, Mitte 19. Jh.                                                                                    | D-6-75-146-25 | Gartenanlage   |
| Schloßstraße 34, in Hof (Standort)                      | Brunneneinfassung                                   | | D-6-75-146-25 | BW             |
| Schloßstraße 34, im kleinen oberen Garten (Standort)    | BWandbrunnen                                        | mit Immakulata, 18. Jh. | D-6-75-146-25 | BW             |
| Vögnitzer Straße, an Abzweigung Am Sportplatz ()        | Altarbildstock                                      | Nische mit Pietà, bekrönt von heiligem Sebastian, bezeichnet „1772“; nicht nachqualifiziert, im Bayerischen Denkmal-Atlas nicht kartiert; vermutlich in Mönchstockheim                                               | D-6-75-146-27 |                |

## Ehemalige Baudenkmäler
In diesem Abschnitt sind Objekte aufgeführt, die früher einmal in der Denkmalliste eingetragen waren, jetzt aber nicht mehr. Objekte, die in anderem Zusammenhang also z. B. als Teil eines Baudenkmals weiter eingetragen sind, sollen hier nicht aufgeführt werden. Aktennummern in diesem Abschnitt sind ehemalige, jetzt nicht mehr gültige Aktennummern.

| Lage                      | Objekt   | Beschreibung | Akten-Nr.     | Bild           |
| ------------------------- | -------- | --- | ------------- | -------------- |
| Hauptstraße 90 (Standort) | Wohnhaus | Zweigeschossiger Walmdachbau mit geohrten Fensterrahmungen und rundbogiger Eingangstür, verputztes Fachwerkobergeschoss, 18. Jahrhundert | D-6-75-146-15 | weitere Bilder |